# Björn Wirdheim

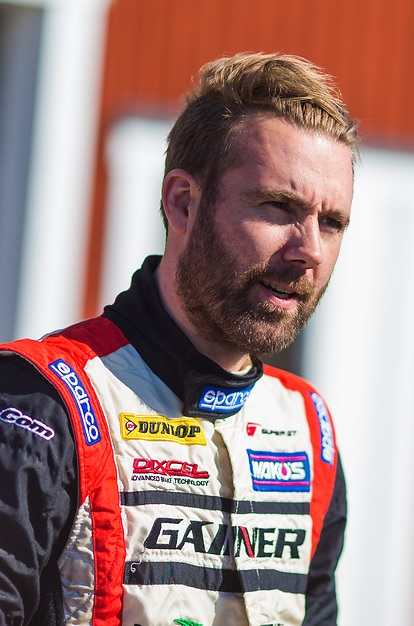
Björn Wirdheim 2016

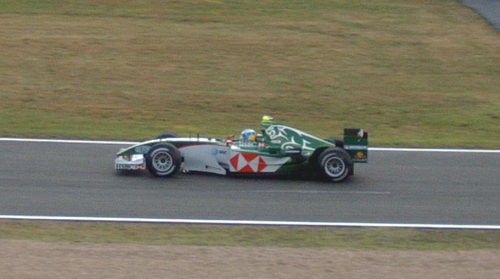
Wirdheim im Jaguar R5 2004

Björn Wirdheim (* 4. April 1980 in Växjö) ist ein schwedischer Automobilrennfahrer.

## Karriere
Wirdheim startete seine Motorsportkarriere im Jahr 1990 im Kartsport. 1996 wechselte er in die schwedische Formel-Ford-Meisterschaft. Bereits in der ersten Saison, in der er lediglich an der Hälfte der Rennen teilnahm, erreichte er den sechsten Platz in der Gesamtwertung. 1997 konnte er dann den Meistertitel gewinnen.

## Formel 3 und Formel 3000
Im Jahr 1998 wechselte Wirdheim in die Formel Palmer Audi und trat außerdem in der nordischen Formel-3-Meisterschaft an, wo er den zweiten Platz erreichte. Nach einem weiteren Jahr in der Formel-Palmer-Audi wechselte er 2000 zunächst in die Deutsche Formel 3 und 2002 in die Formel 3000. Mit Arden gewann er 2003 dort den Meistertitel.

## Formel 1 und Formel Nippon
2004 war Wirdheim als Reserve- und Testfahrer für Jaguar Racing in der Formel 1 aktiv, bevor er in die USA wechselte und dort in der Champ Car World Series 2005 für HVM Rennen fuhr. 2006 startete er dann in der japanischen Rennserie Formel Nippon für den NTT DoCoMo Rennstall im Team Dandelion.